# Joël Nigiono
Joël Nigiono (8 de janeiro de 1952) é um atirador monegasco. Participou dos Jogos Olímpicos de Verão de 1984, mas não ganhou medalhas.